# James Harder
James Albert Harder (Fullerton, 2 dicembre 1926 – Tahlequah, 30 dicembre 2006) è stato un ingegnere statunitense.
È stato professore di ingegneria civile e idraulica all'Università della California - Berkeley. È inoltre conosciuto per l'attività svolta nel campo dell'ufologia.

## Biografia e carriera
Nato in California, nel 1944, durante la Seconda guerra mondiale, Harder si arruolò nella U.S. Navy come tecnico elettronico. Conclusa la guerra, studiò al California Institute of Technology, dove nel 1948 conseguì il Bachelor of Science. Cominciò quindi a lavorare al Ministero dell'Agricoltura statunitense nel Servizio per la conservazione dei suoli, dove rimase fino al 1950. Riprese quindi gli studi e nel 1952 conseguì la laurea in ingegneria civile all'Università di Berkeley. Dopo la laurea lavorò nella stessa università come ricercatore di ingegneria fino al 1957. Nello stesso anno conseguì il Ph.D. in meccanica dei fluidi. Dopo il dottorato divenne professore assistente in ingegneria idraulica all'Università di Berkeley fino al 1962 e quindi professore associato di ingegneria civile nella stessa università. Nel 1970 Harder divenne professore ordinario di ingegneria civile, sempre all'Università di Berkeley, dove prestò servizio fino al suo ritiro avvenuto nel 1991. Harder è morto in Oklahoma.
Gli interessi scientifici di Harder furono rivolti prevalentemente all'analisi dei sistemi idraulici e all'idrologia della superficie dell'acqua. Prima dell'avvento dei computer digitali, Harder si occupò anche di simulazione analogica. Nell'ultima parte della sua carriera si è occupato dell'applicazione dei principi della meccanica dei fluidi nel campo della medicina.
Harder ha fatto parte dell'American Association for the Advancement of Science (AAAS) e dell'American Society of Civil Engineers (ASCE).

## Attività in ufologia
Harder ha cominciato ad interessarsi di ufologia fin dal 1952, anno di inizio del Progetto Blue Book. Dal 1969 al 1982 è stato direttore dell'APRO, un'organizzazione civile per lo studio degli UFO. Nel 1982 ha lasciato l'APRO ed è stato uno dei fondatori della Society for Scientific Exploration (SSE).
In campo ufologico, Harder è stato un sostenitore dell'ipotesi extraterrestre. Ha applicato le sue conoscenze di ingegneria allo studio di alcuni casi ufologici, tra cui le interpretazioni delle analisi relative ai frammenti di magnesio riguardanti l'incidente UFO di Ubatuba. Si è anche interessato anche al fenomeno dei presunti rapimenti alieni e ha partecipato alle indagini sul rapimento alieno di Pascagoula, sul caso di Travis Walton e altri.
Alcune ipotesi di Harder su UFO e alieni sono molto controverse. Sulla base dei racconti di presunte vittime di rapimenti alieni sottoposte a ipnosi regressiva, Harder ha ipotizzato l'esistenza di una Federazione Galattica di razze aliene, i cui membri visiterebbero la Terra a scopo di studio ed avrebbero un atteggiamento benevolo (ma non sempre). Gli scettici obiettano che nell'ambito della comunità scientifica l'ipnosi regressiva è oggetto di critiche. Harder ha inoltre affermato che gli astronauti di alcune missioni Apollo avrebbero visto degli UFO durante le missioni lunari; ciò sarebbe comprovato dalle conversazioni avute dagli astronauti dell'Apollo 11 e dell'Apollo 12 con il Centro di controllo della missione, ma sarebbe stato tenuto nascosto dalla NASA. Il giornalista scientifico James Oberg ha obiettato che Harder non ha portato alcune prova concreta di tali affermazioni.